# Hans-Eckehard Bahr
Hans-Eckehard Bahr (* 6. Februar 1928 in Petershagen, Kreis Kolberg-Körlin; † 6. Februar 2019) war ein deutscher evangelischer Theologe und Professor für Praktische Theologie.

## Leben
Hans-Eckehard Bahr wurde 1928 als Sohn des Pfarrers Hans-Joachim Bahr (1895–2001) und der Gertrud Bahr geborene Schöne (1897–1992) in Petershagen/Kreis Kolberg-Körlin geboren. Aufgewachsen in Jassow bei Cammin, wurde er Anfang 1944 als knapp 16-Jähriger als Flakhelfer eingezogen. Nach der Flucht seiner Familie vor der heranrückenden Roten Armee legte er 1949 in Eckernförde das Abitur ab. Er studierte zwei Semester an der Kunstakademie Düsseldorf und diente 1951 in der Fremdenlegion. Nach dem Studium der Evangelischen Theologie in Kiel und Heidelberg promovierte Hans-Eckehard Bahr in Kiel mit Poiesis. Theologische Untersuchung der Kunst und habilitierte 1965 in Hamburg mit Verkündigung als Information. Zur öffentlichen Kommunikation in der demokratischen Gesellschaft.
1966 übernahm er den Lehrstuhl für Christianity and Culture an der University of Chicago und war Mitarbeiter von Martin Luther King. 1966 bis 1967 war er Direktor des Instituts für Kirchenbau und kirchliche Kunst der Gegenwart Marburg. Von 1967 bis 1993 war er Professor für Praktische Theologie an der Evangelisch-Theologischen Fakultät der Ruhr-Universität Bochum. 1971 wurde er Kurator der Deutschen Gesellschaft für Friedens- und Konfliktforschung Bonn.
1982/83 war Hans-Eckehard Bahr Sachverständiger der Enquete-Kommission des Bundestages „Jugendprotest im demokratischen Staat“. Über viele Jahre leitete er das Forschungsprojekt „Jugendgewalt und Stadtfrieden“ an der Ruhr-Universität Bochum. Hans-Eckehard Bahr beteiligte sich an vielen Hörfunksendungen und veröffentlichte zahlreiche Bücher u. a. zu kirchlicher Kunst, politischer Theologie sowie Friedens- und Konfliktforschung.
Hans-Eckehard Bahr lebte mit seiner zweiten Ehefrau Rosemari Ochs-Bahr in Bochum. Er starb im Februar 2019 an seinem 91. Geburtstag.

## Werke (Auswahl)
- Poiesis. Theologische Untersuchung der Kunst. Evangelisches Verlagswerk, Stuttgart 1961
- Totale Freizeit. Hrsg. von der Evangelischen Zentralstelle für Weltanschauungsfragen, Kreuz, Stuttgart 1963
- mit Gerd Heinz-Mohr: Brüder der Welt. Orden und Kommunitäten unserer Zeit. Furche, Hamburg 1965
- Verkündigung als Information. Zur öffentlichen Kommunikation in der demokratischen Gesellschaft. (Konkretionen. Band 1), Furche, Hamburg 1968
- mit Hans-Jürgen Benedict: Kirchen als Träger der Revolution. Ein politisches Handlungsmodell am Beispiel der USA. (Konkretionen. Band 3), Furche, Hamburg 1968
- mit Hans-Jürgen Benedict: Eingriffe in die Rüstungsindustrie. Initiativen von unten. (Theologie und Politik. Band 9, Sammlung Luchterhand 186), Luchterhand, Darmstadt 1975
- Hans-Eckehard Bahr, Heike Mahlke, Gottfried Mahlke, Dorothee Sölle, Fulbert Steffensky: Franziskus in Gorleben. Protest für die Schöpfung (Fischer-Taschenbücher. Band 4051, fischer alternativ), Fischer, Frankfurt am Main 1981.
- Hans-Eckehard Bahr: Versöhnung und Widerstand. Religiöse und politische Spielregeln gewaltfreien Handelns (Forum Politische Theologie. Band 7), Kaiser, München 1983.
- Dorothee Sölle und Hans-Eckehard Bahr: Wie den Menschen Flügel wachsen. Über Umkehr aus dem Gewalt-System (Kaiser-Traktate 81), Kaiser, München 1984.
- Hans-Eckehard Bahr: Alleinsein. Ich höre auf das Leise, Kreuz, Stuttgart 1987.
- Hans-Eckehard Bahr: Hoffen. Geschichten vom gelingenden Leben, Kreuz, Stuttgart 1988.
- Hans-Eckehard Bahr: Vertrauen. Wo das Rettende wächst, Kreuz, Stuttgart 1989.
- Hans-Eckehard Bahr und Verena Kast: lieben – loslassen und sich verbinden, Kreuz, Stuttgart 1990.
- Hans-Eckehard Bahr: Seht, da kommt der Träumer. Unterwegs mit Martin Luther King, Kreuz, Stuttgart 1990.
- Johann Baptist Metz und Hans-Eckehard Bahr: Augen für die Anderen. Lateinamerika – eine theologische Erfahrung, Kindler, München 1991.
- Hans-Eckehard Bahr: Mit dem Wolf leben. Der Mann aus Assisi, Kreuz, Stuttgart 1992.
- Hans-Eckehard Bahr: Revolte gegen den Todestrieb. Die großen Glaubensthemen (Herderbücherei. Band 1770), Herder, Freiburg 1992.
- Hans-Eckehard Bahr: Der verlorene Sohn oder die Ungerechtigkeit der Liebe. Das Gleichnis Jesu heute, Herder, Freiburg 1993
- Hans-Eckehard Bahr: Aggression und Lebenslust. Kooperieren statt konfrontieren, Patmos, Düsseldorf 1994.
- Hans-Eckehard Bahr: Erbarmen mit Amerika. Deutsche Alternativen. Aufbau, Berlin 2003.
- Hans-Eckehard Bahr: Martin Luther King. Für ein anderes Amerika. Aufbau, Berlin 2004.

## Ehrungen
- 2005 Robert-Geisendörfer-Preis der Evangelischen Kirche in Deutschland zusammen mit Antonio Pellegrini für die Sendung des Bayerischen Rundfunks «Und ich sah aus dem Meer ein Tier heraufsteigen. Apokalyptische Visionen in den Weltbildern der Gegenwart».[8]